# Эль-Хашимия (Ирак)
Эль-Хашимия (араб. الهاشمية‎) — город в центральной части Ирака, расположенный на территории мухафазы Бабиль. Административный центр одноимённого округа.

## Географическое положение
Город находится в южной части мухафазы, в междуречье Тигра и Евфрата, на высоте 19 метров над уровнем моря.

Эль-Хашимия расположена на расстоянии приблизительно 23 километров к востоку-юго-востоку (ESE) от Хиллы, административного центра провинции и на расстоянии 97 километров к юго-юго-востоку (SSE) от Багдада, столицы страны.